# Siedlung Johannenhof

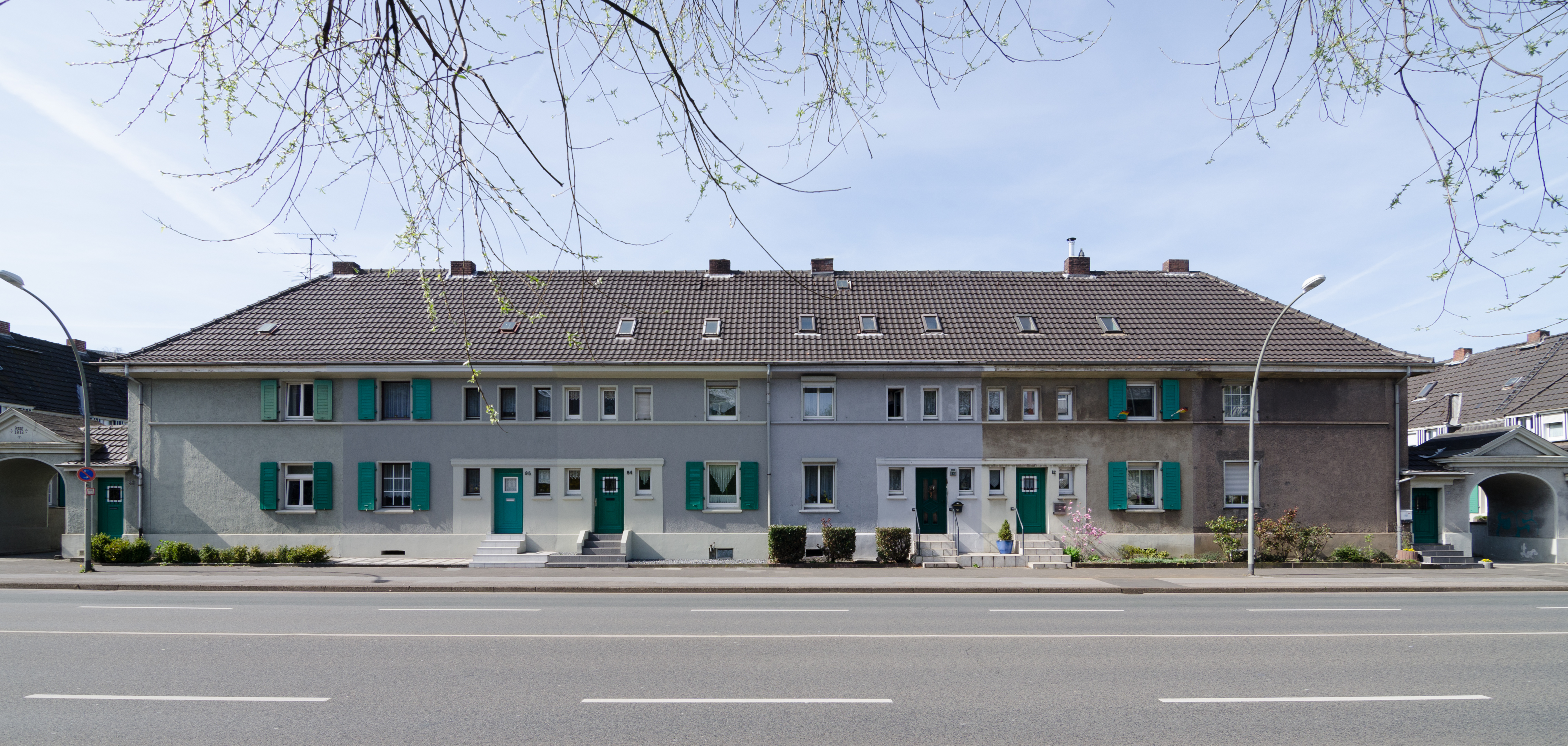
Stadtteilbildprägende Zeilenfront an der Lauerstraße mit Torhäusern

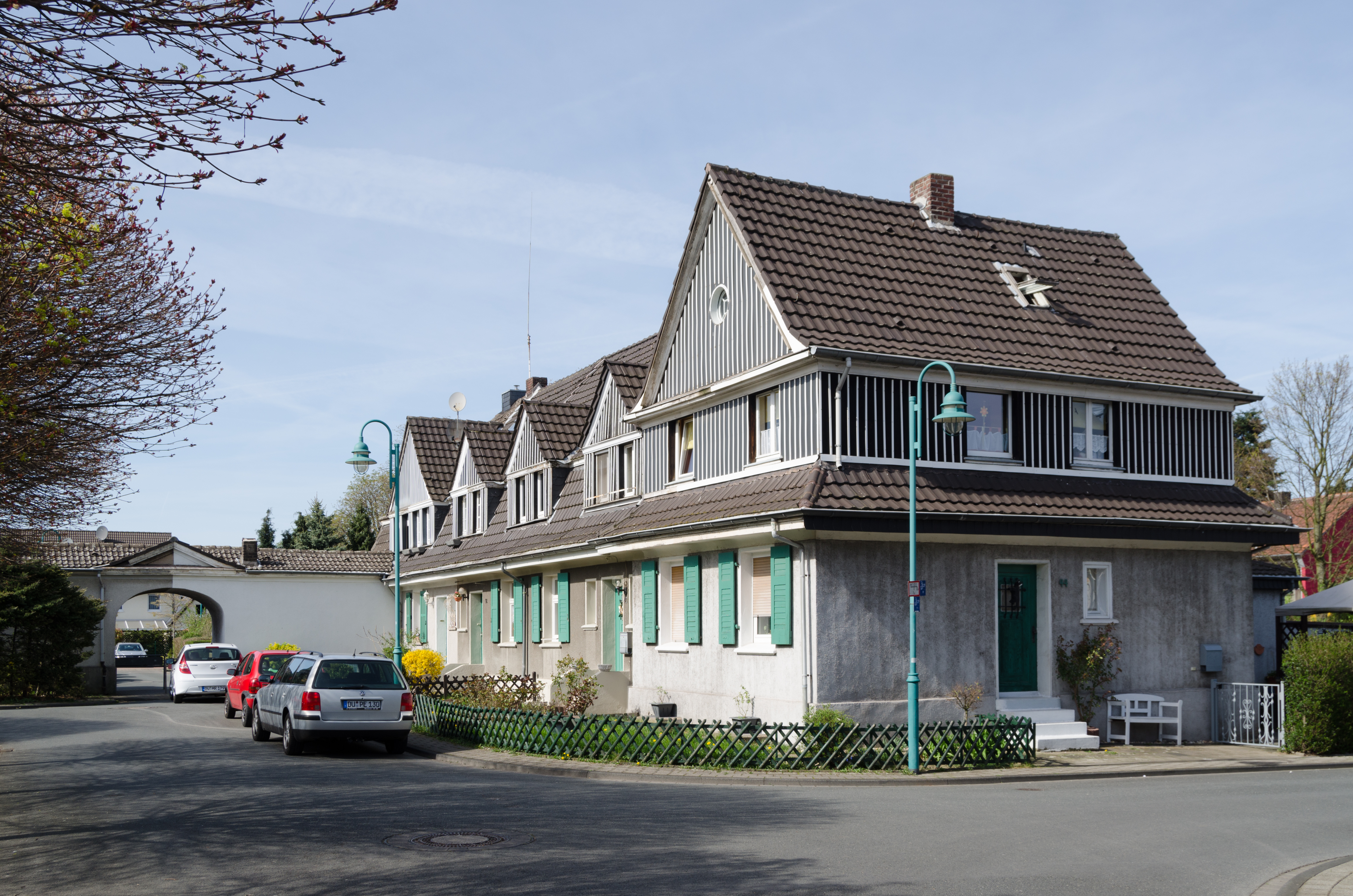
Typisches Wohnhaus der Siedlung Johannenhof

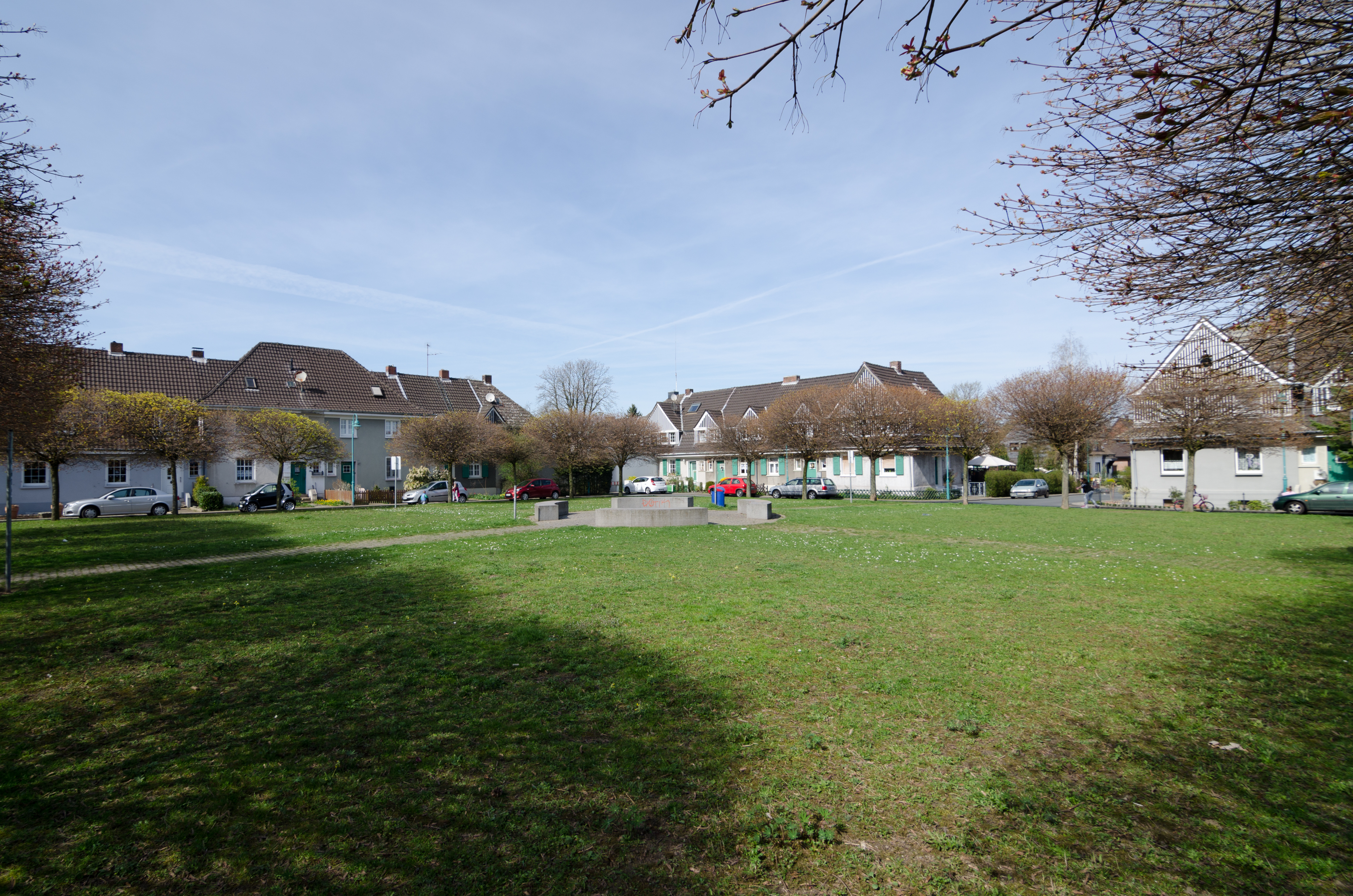
Zentraler Platz

Die Siedlung Johannenhof ist eine 1914 nach den Plänen des Architekten Vallentin entstandene Arbeitersiedlung zwischen den linksrheinischen Duisburger Stadtteilen Hochheide und Homberg. Heute steht die Siedlung unter Denkmalschutz und ist ein Teil der Route der Industriekultur.

## Geschichte
Ursprünglich war die Siedlung für die Verwaltungsbeamten der Zeche Rheinpreußen geplant, während die Arbeiter der Zeche in der westlich hinter der Zechenbahn angrenzenden Siedlung Rheinpreußen in kleineren und weniger aufwendig gestalteten Wohneinheiten lebten. Bei Fertigstellung des Johannenhofs war der Bergbau in der Gemeinde Homberg allerdings schon so weit zurückgegangen, dass es an potentiellen Mietern mangelte und deshalb besser gestellte Arbeiter, Steiger und Meister einziehen konnten.
In den 1970er Jahren waren beide Siedlungen vom Abriss bedroht. Während die Siedlung Rheinpreußen zum Großteil abgerissen und die Fläche mit sechs Hochhäusern, den sogenannten Weißen Riesen, bebaut wurde, blieb der Johannenhof vollständig erhalten. Zu verdanken ist dies einer Bürgerinitiative und dem Konkurs des damaligen Bauherrn Josef Kun im Jahre 1973.
Im Zentrum Johannenhofs befindet sich ein rechteckiges Areal, ursprünglich als Spielplatz ausgewiesen, um das die verketteten Hauszeilen symmetrisch, hofartig angeordnet sind. An den Straßenecken sind Giebelgestaltungen besonders betont ausgeführt. Die Häuser sind mit niedrigen Stallanbauten versehen, haben sowohl Vorgärten als auch rückwärtigen Grünbereich, alle vier bis fünf Wohneinheiten verdreht sich die Eingangsfassade nach außen. Den Eingang zur Siedlung bilden an der langen Zeilenfront Lauerstraße zwei Torhäuser über den beiden parallel ausgeführten Straßen in Nord-Süd-Richtung. Vergleichbare Torhäuser fassen auch die Ecken des zentralen Areals.
Im Gegensatz zu den typisierten Häusern der benachbarten Arbeitersiedlung mit Putz- und Fachwerkausführungen sind die Fassaden hier in Anlehnung an den zeitgenössischen bürgerlichen Wohnstil, Neubarock und Neubiedermeier, errichtet. In den insgesamt sechs unterschiedlichen Grundrissen nutzte man aber die Erfahrungen aus den Arbeitersiedlungen. Im Erdgeschoss gab es ein Zimmer, eine Wohn- und Spülküche sowie im Anbau den Abort und den Stall. Im Dachgeschoss waren nochmals zwei Zimmer untergebracht, dazu kam das Treppenhaus. Die circa 80 m² großen Wohneinheiten sind zu Zweier-, Vierer- und Sechserblöcken gruppiert, die Eckhäuser haben größere Wohnflächen von 100 bis 120 m². Die Dächer sind variantenreich gestaltet (Querhäuser, Zwerchhäuser und Gauben), die Giebelflächen teilweise mit Holz verschalt. Die Eingangsbereiche wurden vergleichsweise schlicht ausgeführt, sie bestehen nur aus Treppe, Wange, Haustür und Hausnummer.
Insgesamt umfasst die Anlage circa 100 Gebäude, die seit 1979 als Baudenkmal geschützt und inzwischen teilweise privatisiert sind.